# Daniel de la Touche
Daniel de La Touche de La Ravardiere – francuski generał Gujany, twórca Francji Południkowej.

## Życiorys
Tytuł generała otrzymał w 1602 z rąk Henryka IV. Od 1584 Gujana była w posiadaniu rodu Berrio. W 1604 Touche założył francuski fort Cayenne, a w 1612, po walkach z miejscowymi Indianami, przeniósł się na portugalską wyspę Maranhao. Tam założył fort Saint-Louis du Maranhao (São Luís) i przylegający teren nazwał Francją Podrównikową (France equinoxiale). Fort stał się bazą wypadową Touche do wypraw odkrywczych. W 1616 portugalski gubernator Brazylii wysłał do Maranhao wojsko dowodzone przez Francisca Caldeirę. Portugalczycy pokonali Francuzów i zmusili ich do opuszczenia wyspy. Dalsze losy Daniela de la Touche są nieznane.
Zapoczątkowana przez Touche kolonizacja francuska była kontynuowana w następnych latach. W 1643 za sprawą Charles'a Ponceta de Bretigny'ego odrodziła się Francja Podrównikowa jako France equinoxiale de la Guyane. Przez kolejne sto lat terytoria te przechodziły w ręce i były dzielone pomiędzy Francją, Holandią i Anglią. Ostatecznie w 1760 Gujana została podzielona pomiędzy tymi państwami.